# Claude François Verguet
Claude François Verguet est un prêtre catholique et homme politique français né le 28 mars 1744 à Montarlot-lès-Champlitte et mort le 9 mars 1814 à Montarlot-lès-Champlitte.

## Biographie
Fils d'un médecin, il embrasse la règle de saint Bernard et prononce ses vœux à l'abbaye de Morimond.
Nommé prieur de la Frenade en Saintonge, puis du monastère de Notre-Dame de Relec en Bretagne, il parvient à la dignité de vicaire général de l'ordre de Cîteaux.
En septembre 1789, le clergé de la circonscription électorale de Saint-Pol-de-Léon l'élit député aux États généraux. Dom Verguet siège d'abord dans la minorité, proteste contre l'abolition des vœux monastiques, publie une brochure en réponse au rapport du comité ecclésiastique sur cette question, et défent le ministre Montmorin au sujet des passeports délivrés par lui à Mesdames tantes du roi. Mais ses opinions se modifient ; il prête le serment civique (3 janvier 1791), et est nommé vicaire épiscopal de l'évêque constitutionnel de Langres.
À la suppression de ses fonctions, il dirige plusieurs paroisses qui n'avaient plus de curés, et, lorsque le culte est aboli, revient habiter Langres, où il devient administrateur puis président du district. Destitué comme modéré (mars 1793), il doit se dérober aux menaces, gagne secrètement Champlitte, et profite de ses loisirs forcés pour cataloguer des livres provenant de couvents supprimés.
Après thermidor, il est nommé membre de l'administration centrale du département de la Haute-Saône, puis sous-préfet de Lure (an VIII) par le premier Consul, et révoqué l'année suivante par suite de mésintelligence avec son préfet. Il se retire à Montarlot, où il meurt.

## Sources
- Dictionnaire des parlementaires français de 1789 à 1889 (Adolphe Robert et Gaston Cougny)